# Prix des Critiques
Il Prix des Critiques era un prestigioso premio letterario francese, creato nel 1945 e durato fino al 1984, che selezionava giovani autori quasi sempre alla prima opera narrativa. Facevano parte della giuria professionisti delle case editrici, critici letterari, direttori di riviste e periodici di letteratura. Il premio di 5 000 franchi è stato dal 1951 sponsorizzato dalla miliardaria americana Florence Gould (1895-1983).

## Membri della giuria (lista non completa)
- Maurice Blanchot
- Roger Caillois
- Gabriel Marcel
- Émile Henriot
- Marcel Arland
- Jean Grenier
- Jean Paulhan
- Dominique Aury
- Georges Bataille
- Jean Starobinski

## Premiati
- 1945 - Romain Gary, Éducation Européenne
- 1947 - Albert Camus, La Peste
- 1949 - Jules Supervielle, Shéhérazade (teatro)
- 1950 - André Pieyre de Mandiargues, Soleil des loups
- 1951 - Marguerite Yourcenar, Mémoires d'Hadrien
- 1952 - Georges Borgeaud, Le Préau
- 1953 - Alain Robbe-Grillet, Le Voyeur
- 1954 - Françoise Sagan, Bonjour tristesse
- 1956 : Dominique Aury, Lecture pour tous
- 1957 - Micheline Maurel, Un camp très ordinaire
- 1960 - René de Obaldia, Genousie (teatro)
- 1961 - José Cabanis, Le Bonheur du jour
- 1962 - Louis-René des Forêts, La Chambre des enfants
- 1963 - Robert Pinget, L'Inquisitoire
- 1964 - Jacques Audiberti, Ange aux entrailles
- 1965 - Pierre Klossowski, Le Baphomet
- 1967 - Jean Grosjean, Élégies
- 1970 - Edmond Jabès, Élya
- 1971 - Yves Bonnefoy, Rome, 1630. L'horizon du premier baroque (saggio)
- 1972 - Jean Blot, Ossip Mandelstam (saggio)
- 1973 - Raymond Aron, La République impériale e Histoire et dialectique de la violence (saggi)
- 1974 - Noël Devaulx, Avec vue sur la Zone
- 1975 - Jean-Loup Trassard, L'anoclie
- 1976 - Jean Tardieu, Formeries e Obscurité du jour
- 1978 - Bernard Galand, Mélissa
- 1980 - Pascal Quignard, Carus
- 1982 - Nicolas Bouvier, Le Poisson-scorpion
- 1984 - Jacques Réda, L'Herbe des talus